# Pico 31 de Março
O pico 31 de Março, também chamado Pico Phelps na Venezuela, é o segundo ponto mais alto do Brasil, com 2 974,18 metros de altitude, conforme medição revista por satélite/GPS pelo Instituto Brasileiro de Geografia e Estatística em 2016.). Localiza-se na Serra do Imeri, na fronteira com a Venezuela e o estado do Amazonas. No lado brasileiro, pertence ao município de Santa Isabel do Rio Negro, mas a cidade mais próxima é São Gabriel da Cachoeira, a cerca de 140 km em linha reta.
Situa-se a apenas 687 metros de distância do Pico da Neblina, o ponto mais alto do território brasileiro, que é apenas 21 metros mais alto, de cujo maciço o pico 31 de Março faz parte e do qual pode ser considerado um cume secundário. Os dois picos são ligados por uma curta crista de serra. Ao contrário da forma piramidal e pontiaguda de seu vizinho mais alto, o pico 31 de Março tem uma forma mais suave e arredondada, e pode ser difícil de distinguir do pico da Neblina em fotografias, dependendo do ângulo e da distância.
O pico 31 de Março é o ponto mais alto da Venezuela fora dos Andes, mas apesar disto, os venezuelanos raramente o mencionam, pois consideram-no parte do Pico da Neblina.[carece de fontes?]
Os picos 31 de Março e da Neblina estão localizados no Parque Nacional do Pico da Neblina e também nas terras demarcadas dos ianomâmis. Portanto, o acesso à área é restrito e depende de autorização do ICMBio.